# MAD TV

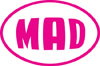

MAD TV는 그리스의 텔레비전 네트워크이다.

## 같이 보기
- 그리스 음악